# Influencia bolivariana en el Perú
La Influencia bolivariana en el Perú, corresponde a un periodo entre 1823 a 1827 durante el cual el Perú estuvo bajo la hegemonía y ocupación militar grancolombiana, consolidándose posteriormente la dictadura de Simón Bolívar, en el cual incluso el presidente del Perú debía rendirle cuentas. Más adelante, el cargo de presidente quedó oficialmente en suspenso después de la destitución de José Bernardo de Tagle. Promulgándose la Constitución Vitalicia de 1826, por la cual Bolívar fue nombrado presidente vitalicio. Sin embargo, durante este periodo, Bolívar no estuvo permanentemente en el poder, pues dejó encargado al presidente del Consejo de Gobierno desde el 24 de febrero de 1825, aunque siguió otorgando decretos hasta el 3 de septiembre de 1826, cuando retornó a Colombia. Su autoridad se mantuvo nominalmente hasta el 27 de enero de 1827, cuando se produjo el fin de la influencia bolivariana en el Perú. No obstante el 11 de junio de 1827, el Congreso General Constituyente del Perú de 1827 declaró la Constitución Vitalicia y el nombramiento de Bolívar como presidente vitalicio del Perú nulas y sin efecto.

## Antecedentes
Bolívar desembarcó en el puerto del Callao el 1 de septiembre de 1823, en el bergantín Chimborazo luego de que una comitiva enviada por el Congreso de la República del Perú encabezada por José Faustino Sánchez Carrión le enviara una invitación para liderar a los peruanos republicanos contra el ejército realista que aún controlaba varios territorios en el Perú.  A dicho recibimiento asistió el presidente del Perú, José Bernardo de Tagle, y su gabinete ministerial en pleno.
Al día siguiente de su llegada, el Congreso lo nombró «Suprema Autoridad» y posteriormente le encarga la dirección de la lucha contra el ejército realista disponiendo que el mismo presidente peruano debería rendirle cuentas de sus acciones.

## Historia
Después de la victoria en la batalla de Ayacucho, Bolívar convocó al Congreso peruano, que se encontraba de vacaciones desde el año anterior. La reunión de los miembros del Congreso tuvo lugar el 10 de febrero de 1825, y ante ellos, Bolívar renunció al mando (o fingió hacerlo). Renuncia que no fue aceptada, ya que los parlamentarios consideraron que su obra no estaba terminada, pues aún quedaba un desarrollo realista en el Perú (los castillos del Callao). Por lo tanto, el Congreso decidió extender su mando, después de lo cual se disolvió el 10 de marzo de 1825.
La prórroga de la dictadura bolivariana no fue bien recibida por la ciudadanía. Consideraron que la misión de Bolívar había terminado con la capitulación de Ayacucho y que correspondía a los peruanos hacerse cargo del gobierno. Pero un sector de la ciudadanía, encabezado por políticos conservadores, argumentó que se necesitaba un gobierno fuerte para evitar que la naciente república cayera en la anarquía.
Bolívar no estuvo permanentemente en el poder, pues lo dejó encargado al Presidente del Consejo de Gobierno, desde el 24 de febrero de 1825, aunque siguió dando decretos, hasta el 3 de septiembre de 1826, cuando retornó a Colombia. Su autoridad se mantuvo nominalmente hasta el 27 de enero de 1827, cuando se produjo el fin de su influencia en el Perú.
Colaboraron con Bolívar, en calidad de ministros: José Faustino Sánchez Carrión, José María Pando, Hipólito Unanue, entre otros. Otro de sus colaboradores fue el jurista Manuel Lorenzo de Vidaurre, que luego se convirtió en su opositor.
Un oscuro episodio ocurrido a principios de 1825 fue el asesinato de Bernardo de Monteagudo, exministro de San Martín, quien había regresado al Perú para servir a Bolívar. Una versión atribuyó la autoría intelectual de dicho crimen a Faustino Sánchez Carrión, quien también murió meses después, aparentemente víctima de una enfermedad, aunque no faltaron quienes lo atribuyeron a un envenenamiento. Dos muertes envueltas en misterio, algunas de las cuales querían implicar al propio libertador.

## Gobierno
| Gobernante                 | Gobernante                   | Título                               | Inicio                | Fin | Motivo |
| -------------------------- | ---------------------------- | ------------------------------------ | --------------------- | --- | --- |
|                            | Francisco Valdivieso y Prada | Encargado interino del Gobierno      | 23 de junio de 1823   | 17 de julio de 1823 | Elegido provisionalmente por el Congreso para ejercer sobre los lugares no afectados por la guerra, mientras que Sucre asumía el “poder militar”. |
|                            | Antonio José de Sucre        | Jefe Supremo Militar                 | 23 de junio de 1823   | 17 de julio de 1823 | Elegido provisionalmente por el Congreso para ejercer el “poder militar”.                                                                         |
|                            | José Bernardo de Tagle       | Encargado del Mando                  | 17 de julio de 1823   | 6 de agosto de 1823 | Delegado por Sucre y ratificado por el Congreso.                                                                                                  |
| Jefe Supremo               | José Bernardo de Tagle       | 6 de agosto de 1823                  | 16 de agosto de 1823  | Fue renocido por el Congreso como Jefe Supremo.                                                                                           | |
| Presidente de la República | José Bernardo de Tagle       | 16 de agosto de 1823                 | 10 de febrero de 1824 | Ratificado como Presidente de la República por el Congreso según el flamante texto constitucional.                                        | |
|                            | Simón Bolívar                | Suprema autoridad política y militar | 10 de febrero de 1824 | 9 de diciembre de 1826 | El Congreso Constituyente le otorgó la suprema autoridad militar y política al margen de la Constitución ante la ofensiva realista.               |
| Presidente vitalicio       | Simón Bolívar                | 9 de diciembre de 1826               | 27 de enero de 1827   | La Constitución Vitalicia fue promulgada por los colegios electorales ante la imposibilidad de que se reuniera un Congreso Constituyente. | |

### Gobernantes interinos en ausencia de Bolívar
| Gobernate | Título               | Título                             | Inicio                | Fin                   | Motivo |
| --------- | -------------------- | ---------------------------------- | --------------------- | --------------------- | --- |
|           | Hipólito Unanue      | Presidente del Consejo de Gobierno | 1 de abril de 1825    | 5 de enero de 1826    | En su calidad de vicepresidente del Consejo de Gobierno, reemplazó a La Mar, el presidente del Consejo de Gobierno ausente.        |
|           | José de La Mar       | Presidente del Consejo de Gobierno | 5 de enero de 1826    | 25 de febrero de 1826 | Encargado del Gobierno hasta el retorno de Bolívar a Lima.                                                                         |
|           | Hipólito Unanue      | Presidente del Consejo de Gobierno | 25 de febrero de 1826 | 28 de junio de 1826   | Encargado |
|           | Andrés de Santa Cruz | Presidente del Consejo de Gobierno | 28 de junio de 1826   | 28 de enero de 1827   | Encargado del mando. Desde el 3 de septiembre de 1826, ante el regreso de Bolívar a la Gran Colombia, quedó como único gobernante. |